# José Camacho Serrato
José Camacho Serrato (* in San Luis Potosí) ist ein mexikanischer Fußballtrainer und ehemaliger -spieler, der im Mittelfeld agierte. 

## Leben

### Spieler
Der gebürtige Potosino spielte mindestens zehn Jahre lang von 1967 bis 1977 für seinen Heimatverein San Luis FC, mit dem er 1969/70 die Meisterschaft der Tercera División und im Folgejahr die Meisterschaft der Segunda División gewann. Zwischen 1971/72 und 1973/74  sowie noch einmal in der Saison 1976/77 spielte er mit San Luis und in der Saison 1978/79 für die Tiburones Rojos Veracruz in der Primera División. Weil Veracruz am Ende der Saison 1978/79 ebenso abstieg wie San Luis in den Jahren 1974 und 1977, erlebte Camacho während seiner aktiven Laufbahn neben seinen drei Aufstiegen auch drei Abstiege. 

### Trainer
Als Trainer betreute er Atlético Potosino, den Stadtrivalen seines Exvereins San Luis, während der kompletten Erstligasaison 1986/87 und verpasste die Liguillas nur, weil die erzielten 42 Punkte nur zum dritten Platz in Gruppe 4 reichten, während zum Beispiel der Sieger der Gruppe 1, Tecos de la UAG, sich mit nur 39 Punkten für die Endrunde qualifizierte; unter anderem deshalb, weil es seinerzeit noch keine Repechaje gab. In der Saison 1987/88 betreute er die Potosinos noch bis Ende Oktober 1987, bevor er durch Pedro Araya ersetzt wurde.
Später betreute er auch mehrfach seinen Exverein San Luis sowie 1998 den seinerzeitigen Drittligisten Atlético San Luis.
Seinen einzigen Titel als Trainer holte Camacho in der Saison 1993/94, als er den von ihm betreuten Tampico-Madero FC zur letzten Zweitligameisterschaft der alten Segunda División vor Einführung der Primera División 'A' führte. Anschließend betreute er den Jaiba brava auch während der ersten 16 Spiele der Saison 1994/95 in der Primera División, wurde aber nach zwei deutlichen Niederlagen gegen die Hauptstadtvereine Américal (2:8) und Pumas (0:3) – und einer insgesamt unbefriedigenden Bilanz von vier Siegen, zwei Remis und zehn Niederlagen – Mitte Dezember 1994 entlassen und kehrte zum San Luis FC zurück, den er zuletzt unmittelbar vor seinem Wechsel nach Tampico betreut hatte. 

## Erfolge

### Als Spieler
- Mexikanischer Zweitligameister: 1970/71 und 1975/76
- Mexikanischer Drittligameister: 1969/70

### Als Trainer
- Mexikanischer Zweitligameister: 1993/94